# حافلات إيل دو فرانس

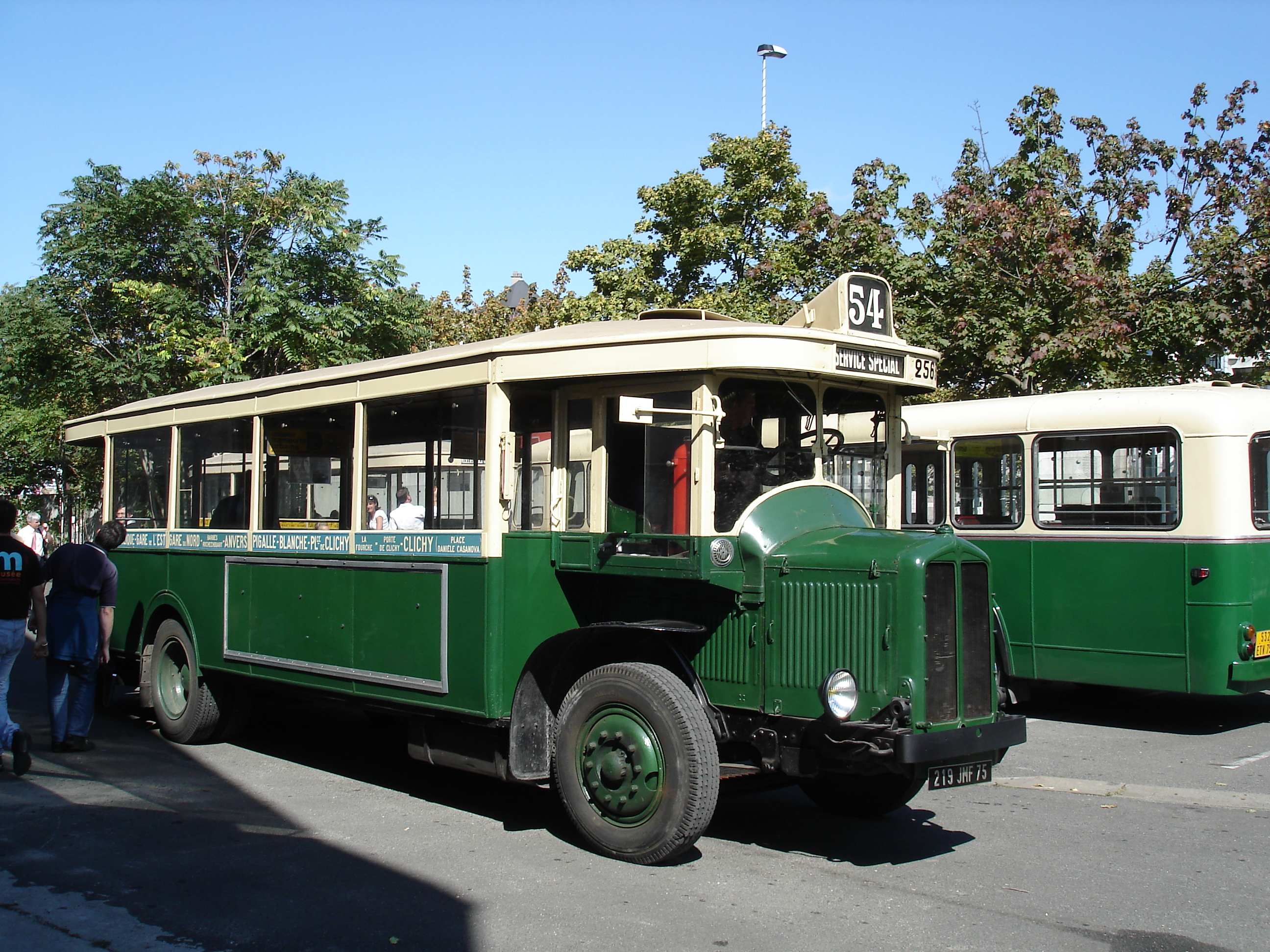
حافلة قديمة تابعة لشركة رينو تم عرضها في مهرجان سنة 2007.

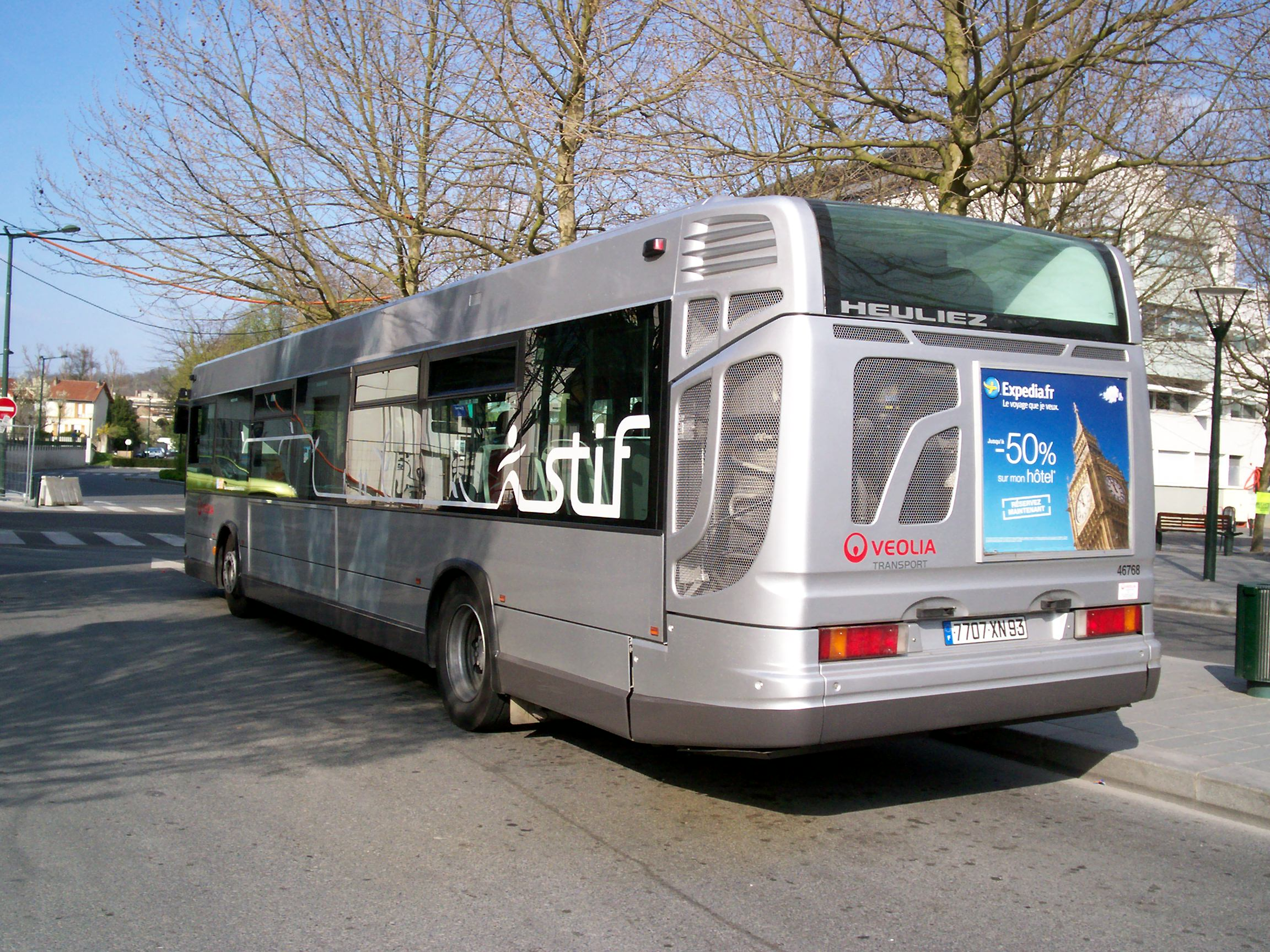
إحدى حافلات الشركة.

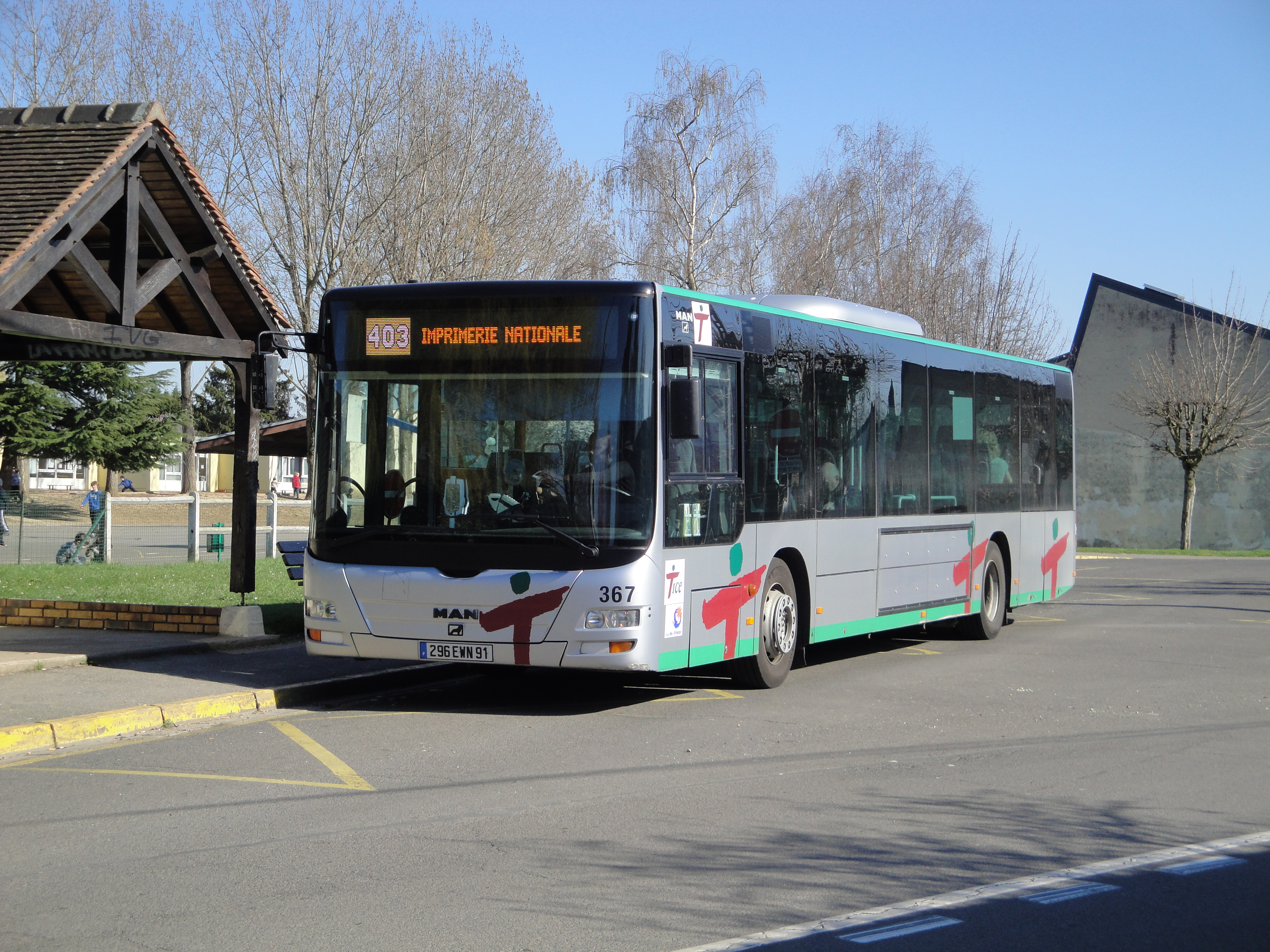
إحدى حافلات الشركة.

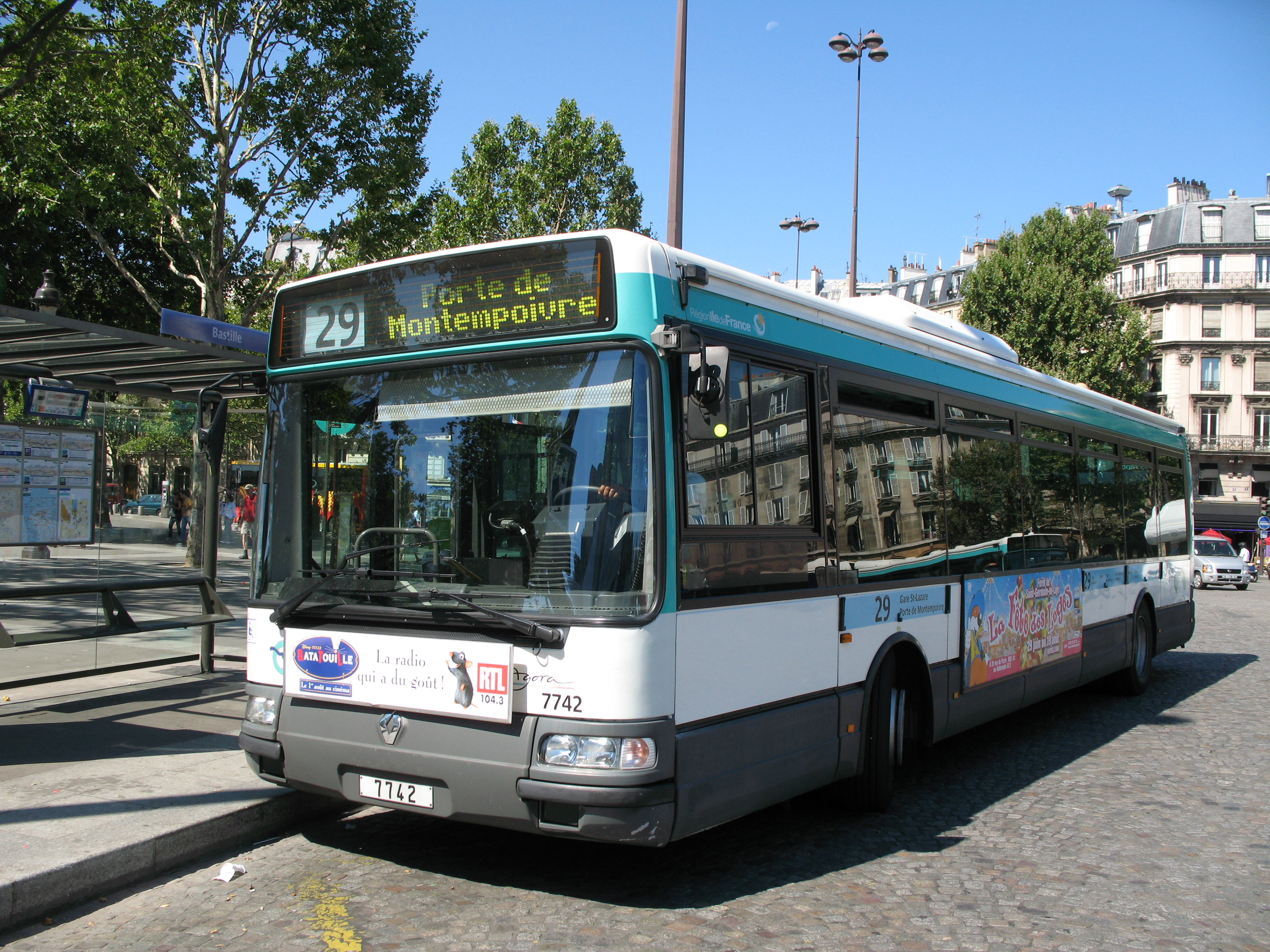
إحدى حافلات الشركة.

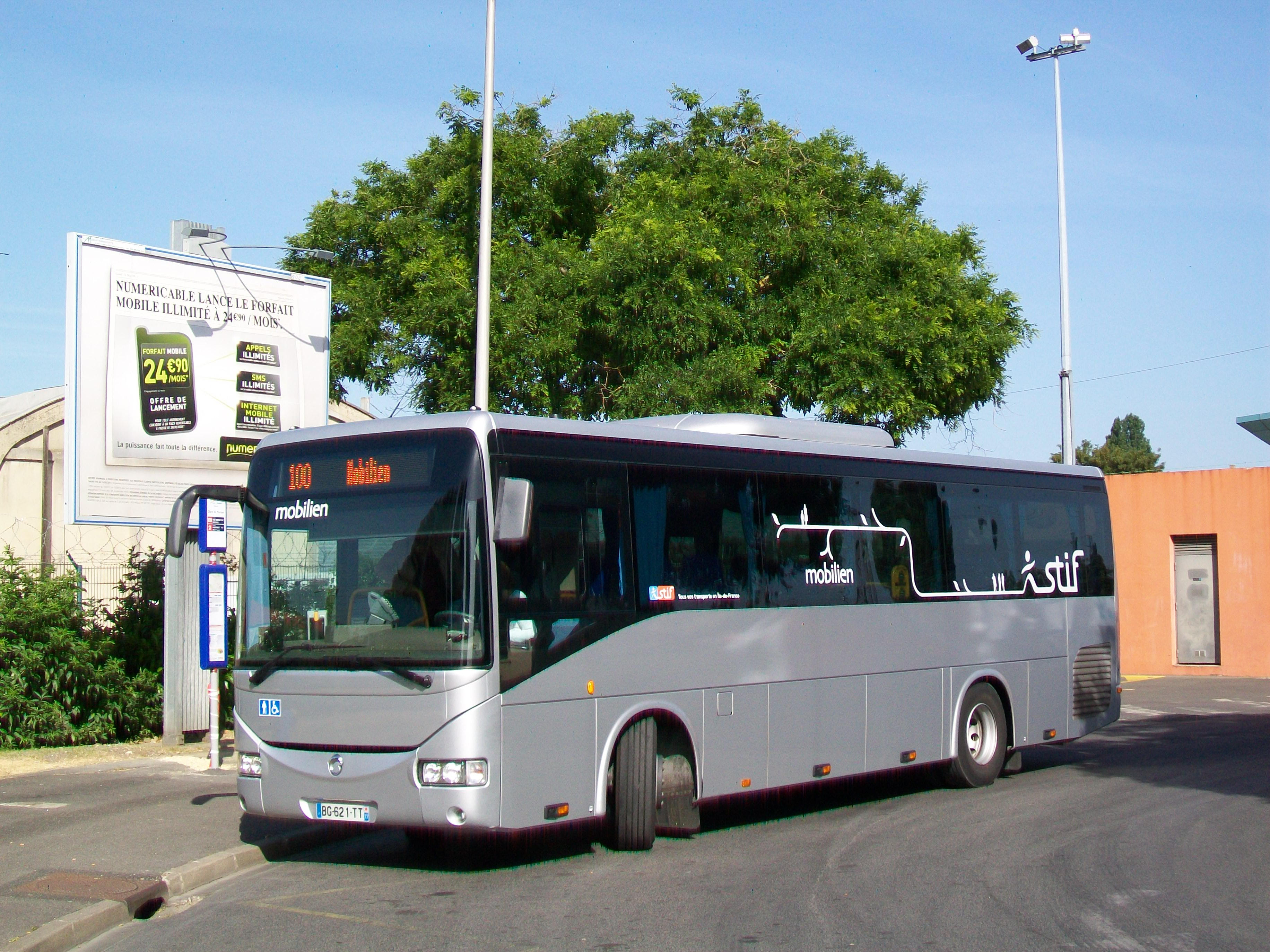
إحدى حافلات الشركة.

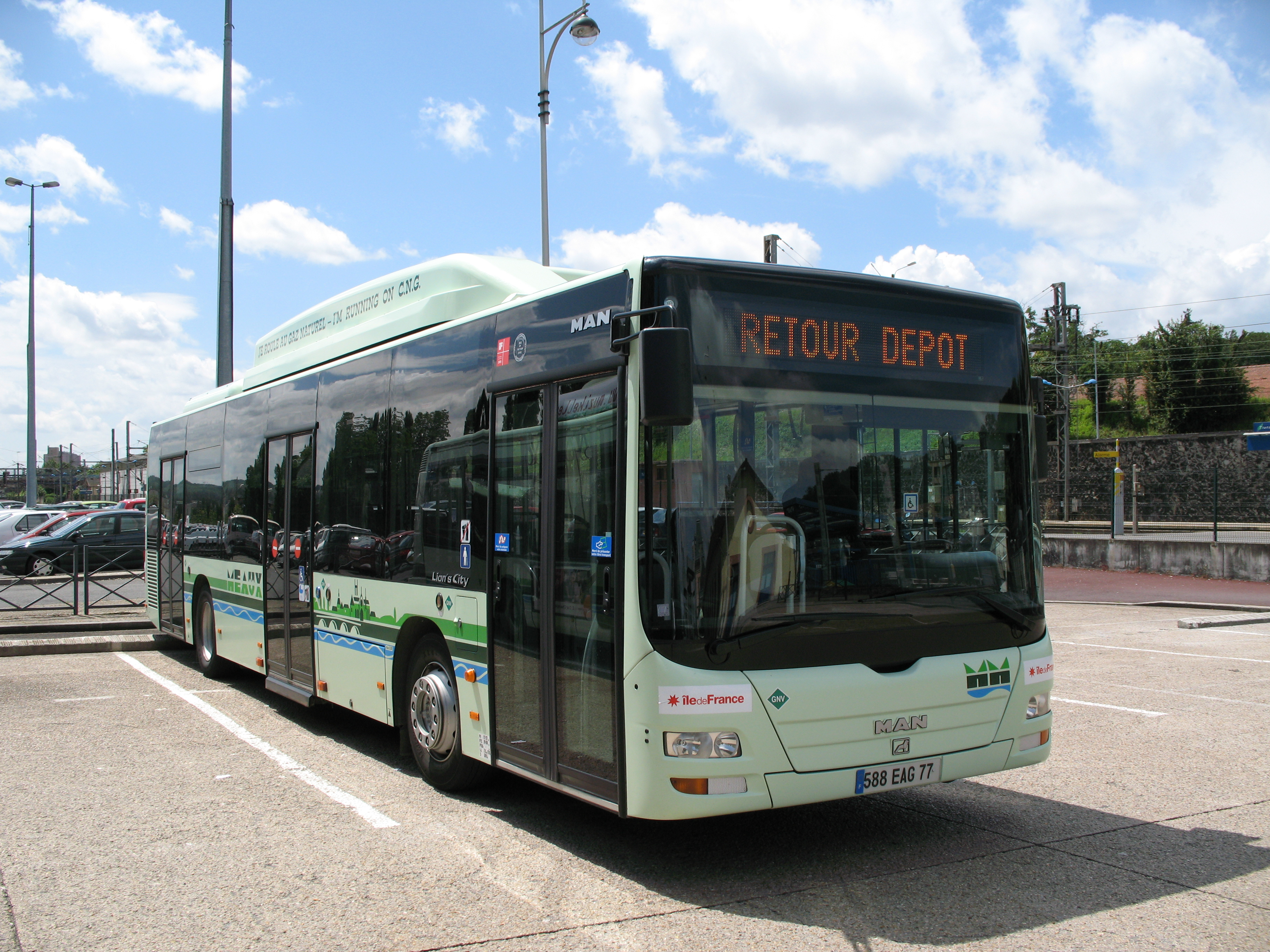
إحدى حافلات الشركة.

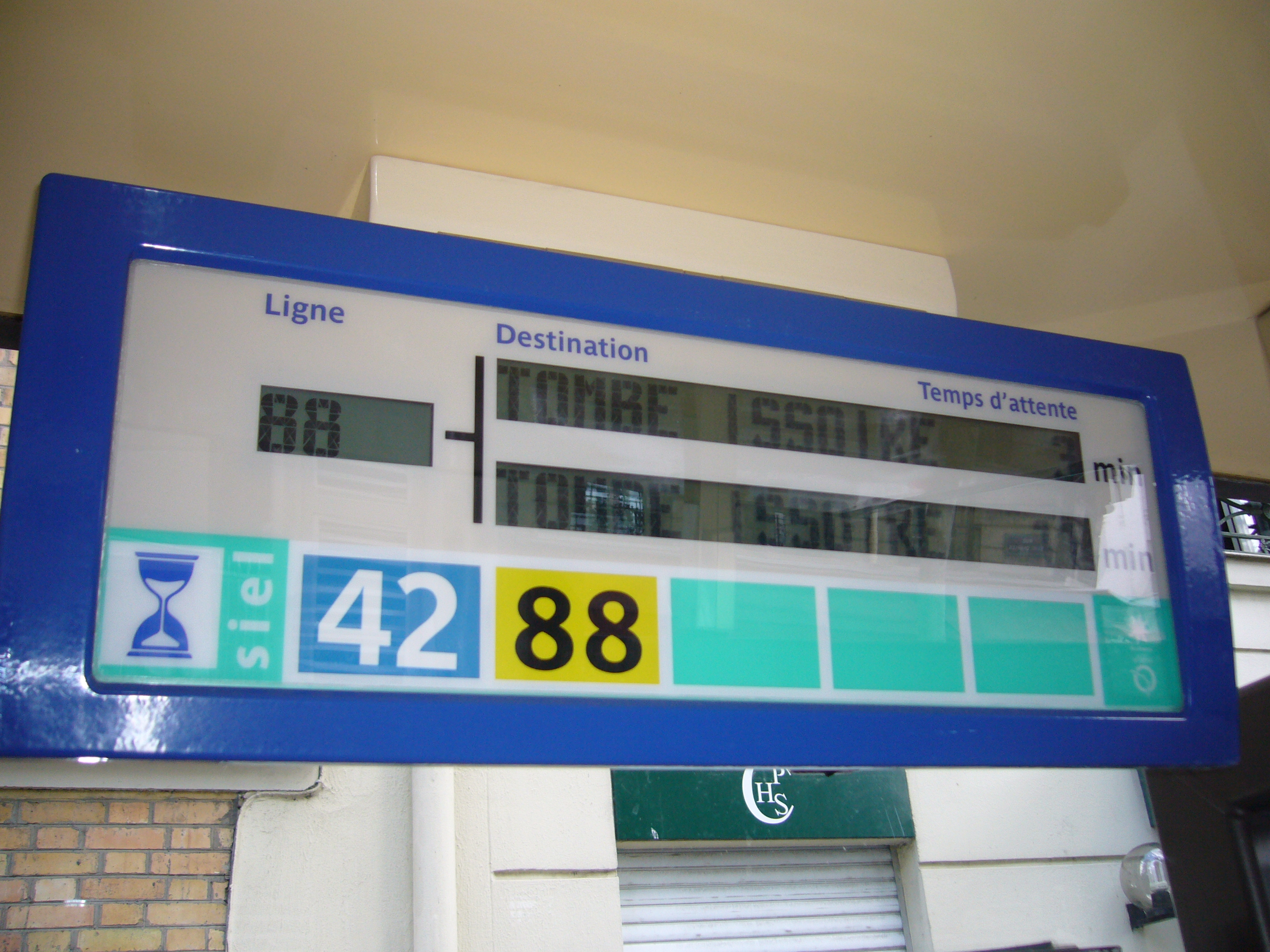
لوحة أوقات إلكترونية لعرض أوقات وصول الحافلات. هي موجودة في كل محطات الشبكات.

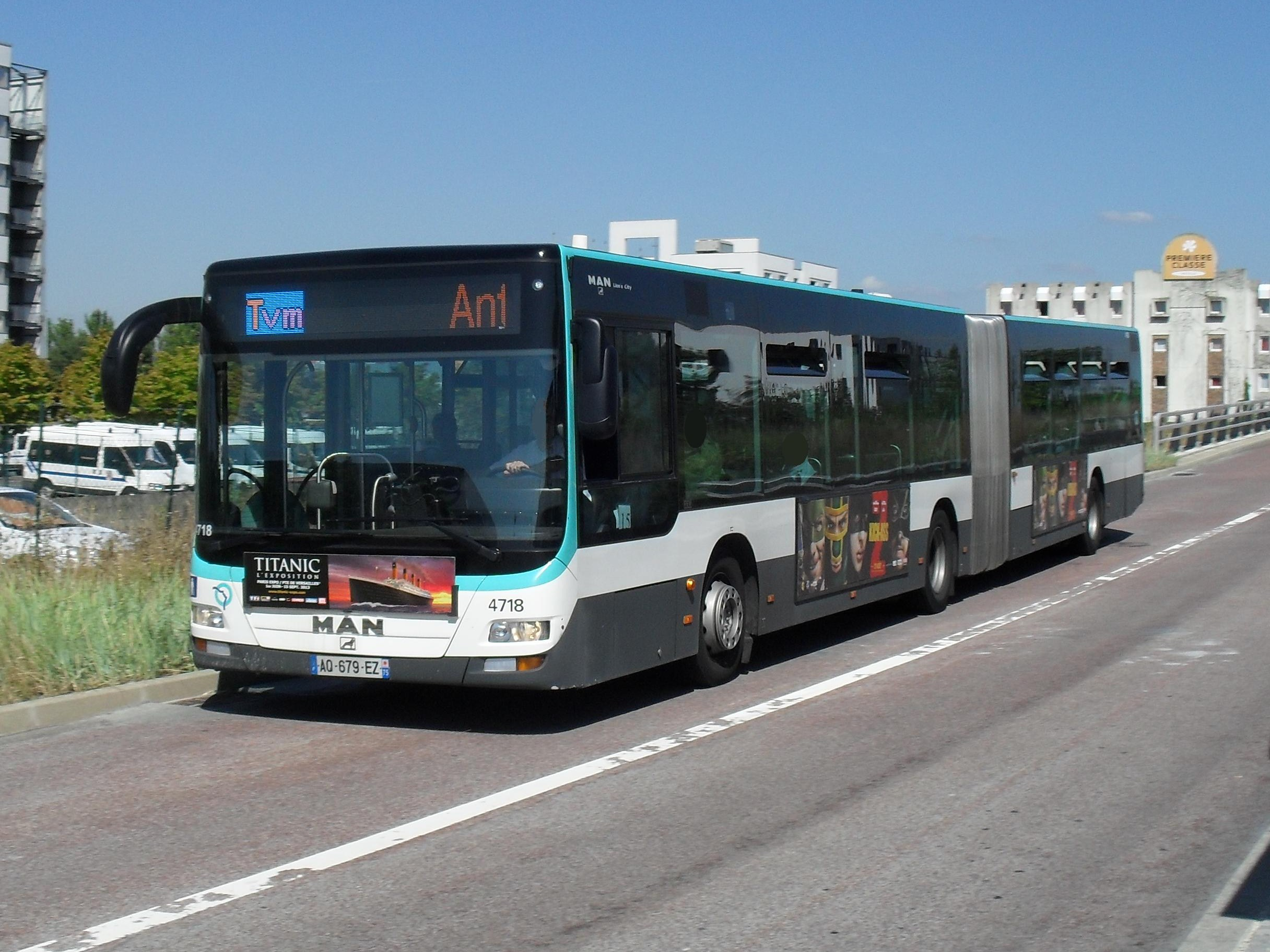
إحدى حافلات الشركة.

حافلات إيل دو فرانس (بالفرنسية: Autobus d'Île-de-France) هي شبكة الحافلات التي تغطي كامل منطقة إيل دو فرانس في فرنسا. تتكون هذه الشبكة من مجموعة من الشركات التي تدير مختلف الخطوط. أغلب الخطوط التي تخدم العاصمة باريس وضواحيها القريبة منها تخدمها الهيئة الذاتية للنقل في باريس. الضواحي المتوسطة والبعيدة نسبيا تدار أساسا من قبل المنظمة المهنية للنقل في إيل دو فرانس ونقابة النقل في إيل دو فرانس وباريس تخدمها في الليل شبكة نوكتيليان التي تعمل داخل باريس في الليل.

## ========== مقالات ذات صلة
- حافلة
- أوتوكار
- باص سريع التردد
- نقابة النقل في إيل دو فرانس
- الهيئة الذاتية للنقل في باريس
- الشركة الوطنية للسكك الحديدية (فرنسا)
- المنظمة المهنية للنقل في إيل دو فرانس

## روابط خارجية
- الموقع الرسمي للهيئة الذاتية للنقل في باريس.
- الموقع الرسمي لنقابة النقل في إيل دو فرانس نسخة محفوظة 27 فبراير 2011 على موقع واي باك مشين..
- الموقع الرسمي للمنظمة المهنية للنقل في إيل دو فرانس.